# Edmund Brandt
Edmund Brandt (* 22. September 1947 in Riede bei Bremen) ist ein deutscher Rechtswissenschaftler, Politologe und Verwaltungswissenschaftler. Von 2009 bis 2021 war er Inhaber des Lehrstuhls für Staats- und Verwaltungsrecht sowie Verwaltungswissenschaften und seit 2010 zugleich Geschäftsführender Direktor des Instituts für Rechtswissenschaften an der Technischen Universität Braunschweig. Seit 2024 ist er Senior Fellow des Unabhängigen Instituts für Umweltfragen (UfU) in Berlin.

## Werdegang
Edmund Brandt studierte von 1966 bis 1971 Rechts- und Politikwissenschaft an der Albert-Ludwigs-Universität Freiburg im Breisgau und an der Freien Universität Berlin. Nach dem Ersten Juristischen Staatsexamen war er bis 1974 Rechtsreferendar im Kammergerichtsbezirk Berlin.
Nach dem Zweiten Juristischen Staatsexamen war er bis 1979 Wissenschaftlicher Assistent an der Professur Staatsrecht und Politik der Freien Universität Berlin. Im selben Jahr wurde er mit seiner Dissertation zum Thema „Vertrauenserfordernis, Misstrauensvotum und parlamentarisches Regierungssystem“ zum Doktor der Rechtswissenschaften (Dr. jur.) promoviert. Im gleichen Jahr legte er die Diplomprüfung im Fach Politikwissenschaft an der Freien Universität Berlin ab.
Bis 1981 arbeitete er als Wissenschaftlicher Mitarbeiter am Deutschen Institut für Urbanistik in Berlin, war anschließend bis 1986 Hochschulassistent an der Universität Hamburg. Dort übernahm er die Projektleitung im Forschungsbereich Umweltschutz und Umweltgestaltung. Zwei Jahre später wurde ihm die Professur für Staats- und Verwaltungsrecht übertragen.
Von 1991 bis 1992 war Brandt Mitglied des Ökologischen Rates beim Umweltsenator der Freien und Hansestadt Hamburg. Im Anschluss folgte die Habilitation für die Fächer Staats- und Verwaltungsrecht sowie Verwaltungswissenschaften. Im selben Jahr nahm er den Ruf an die Brandenburgische Technische Universität Cottbus an und war dort bis 1996 Inhaber des Lehrstuhls Umweltrecht.
Nach Ablehnung eines Rufs an die Universität Leipzig folgte er 1996 einem Ruf an die Universität Lüneburg, wo er bis zum Jahr 2004 Inhaber der Professur Öffentliches Recht, insbesondere Energie- und Umweltrecht, sowie bis 1999 zugleich Dekan des Fachbereichs Umweltwissenschaften war.
Von 2004 bis 2008 bekleidete Brandt das Amt des Präsidenten der Technischen Universität Clausthal. Er war in dieser Zeit Mitglied der Interdisziplinären Arbeitsgruppe „Zukunftsorientierte Nutzung ländlicher Räume“ der Berlin-Brandenburgischen Akademie der Wissenschaften. Darüber hinaus hatte er in der Zeit von 2006 bis 2008 die Funktion des Co-Direktor des Chinesisch-Deutschen Energieforschungszentrums mit Sitz in Chengdu/Volksrepublik China inne.
2009 wechselte Brandt an die Technische Universität Braunschweig. Dort war er bis 2021 Inhaber des Lehrstuhls Staats- und Verwaltungsrecht sowie Verwaltungswissenschaften und seit dem 1. Juni 2010 zugleich Geschäftsführender Direktor des Instituts für Rechtswissenschaften, zeitweilig außerdem Leiter der Koordinierungsstelle Windenergierecht und der Forschungsstelle Mobilitätsrecht. Von 2021 bis 2023 leitete er das Projektbüro Werla in Hornburg. Seit dem 1. Juni 2024 ist Brandt Senior Fellow des Unabhängigen Instituts für Umweltfragen (UfU) in Berlin.

## Wissenschaftliche Schwerpunkte
Die Arbeit von Edmund Brandt ist explizit interdisziplinär angelegt. Seines Erachtens können Probleme heutzutage kaum mehr angemessen von einer Disziplin allein angegangen werden. Sie sind nur im Miteinander von verschiedenen Fachdisziplinen zu lösen. Davon ausgehend liegt der Schwerpunkt seiner wissenschaftlichen Arbeit in zentralen Bereichen des Umweltrechts, des Energierechts, des Mobilitätsrechts sowie des Staatsorganisations- und Finanzverfassungsrechts.

### Publikationen (Auswahl)
- Artenschutzrechtliche Erfordernisse im Zusammenhang mit der Genehmigung von Windenergieanlagen. Berliner Wissenschafts-Verlag, Berlin 2020.
- Der Stellenwert von Handlungsempfehlungen bei der Genehmigung von Windenergieanlagen. Berliner Wissenschafts-Verlag, Berlin 2020.
- Die Bedeutung parlamentarischer Vertrauensregelungen. Dargestellt am Beispiel von Art. 54 WRV und Art. 67, 68 GG (Schriften zum Öffentlichen Recht, Band 396). Duncker & Humblot, Berlin 1981.
- Altlastenrecht. Ein Handbuch. C. F. Müller, Heidelberg 1993.
- Perspektiven der Umweltwissenschaften (Umweltrecht und Umweltpolitik 2). Nomos, Baden-Baden 2000.
- Mit Susana Röckseisen: Konzeption für ein Stoffstromrecht. Erich Schmidt Verlag, Berlin/Bielefeld/München 2000.
- Mit Jan Reshöft und Sascha Steiner: Erneuerbare-Energien-Gesetz. Handkommentar. Nomos, Baden-Baden 2001.
- Mit Manfred-Carl Schinkel: Staats- und Verwaltungsrecht für Niedersachsen. Nomos, Baden-Baden 2002.
- Seeanlagenverordnung: Kommentar (zusammen mit Hartmut Gaßner), Berlin: Berliner Wissenschaftsverlag, 2002
- Verfassungsrechtliche Zulässigkeit neuer übergreifender Rechtsinstrumente zur Begrenzung des Flächenverbrauchs (zusammen mit Joachim Sanden), Berlin: Erich Schmidt Verlag, 2003 (Berichte 4/03)
- Das Helgoländer Papier - Grundsätzliche wissenschaftliche Anforderungen, Berlin: Berliner Wissenschaftsverlag, 2016
- Rationeller schreiben lernen. Hilfestellung zur Anfertigung wissenschaftlicher Abschlussarbeiten. 5. Auflage. Nomos, Baden-Baden 2016.
- Dr. jur. - Wege zu einer erfolgreichen Promotion. Nomos, Baden-Baden 2018.

### Herausgeberschaften (Auswahl)
- Handbuch der Altlastensanierung. C.F. Müller, Heidelberg; 1992 – 1996 Mitherausgeber
- UmweltWissenschaften. Eberhard Blottner Verlag, Taunusstein; 1993 – 1996 Geschäftsführender Herausgeber
- Umweltrecht und Umweltpolitik. Nomos Verlagsgesellschaft, Baden-Baden; 1999 – 2004 Geschäftsführender Herausgeber
- Handbuch Energiemanagement. VWEW Energieverlag, Frankfurt am Main; 1999 – 2009 Mitherausgeber
- Braunschweigische rechtswissenschaftliche Studien. Berliner Wissenschafts-Verlag, Berlin; 2010 – 2021 Mitherausgeber
- Jahrbuch Windenergierecht. Berliner Wissenschafts-Verlag, Berlin; 2012 – 2021 Herausgeber

## Ehrungen
2005 wurde Brandt die Ehrenprofessur der Sichuan-Universität Chengdu (Volksrepublik China) verliehen.